# Bittacus lii
Bittacus lii är en näbbsländeart som beskrevs av Zhou 2003. Bittacus lii ingår i släktet Bittacus och familjen styltsländor. Inga underarter finns listade i Catalogue of Life.